# جوفروش
جوفروش، روستایی از توابع بخش مرکزی شهرستان مشهد در استان خراسان رضوی ایران بود.

## جمعیت
این روستا در دهستان طوس قرار داشت و براساس سرشماری مرکز آمار ایران در سال ۱۳۸۵، جمعیت آن ۴۰ نفر (۹خانوار) بوده‌است.

## الحاق به مشهد
این روستا در سال ۱۳۹۹ در منطقهٔ ۱۲ شهر مشهد جذب شد.